# Lotononis quinata
Lotononis quinata är en ärtväxtart som beskrevs av George Bentham. Lotononis quinata ingår i släktet Lotononis och familjen ärtväxter. Inga underarter finns listade i Catalogue of Life.